# هربرت بليك
هربرت بليك (بالإنجليزية: Herbert Blake)‏ (26 أغسطس 1894 ببرستل في المملكة المتحدة - 1 يناير 1958) هو لاعب كرة قدم بريطاني (وحمل سابقاً جنسية المملكة المتحدة لبريطانيا العظمى وأيرلندا) في مركز حراسة المرمى. لعب مع توتنهام هوتسبير ونادي بريستول سيتي ونادي كيترينغ تاون وMid Rhondda F.C. ‏.

## الحياة الشخصية
أصبح ابن شقيق بليك بيرت بليك أيضًا لاعب كرة قدم محترفًا.